# Final da Copa Libertadores da América de 2020
A final da Copa Libertadores da América de 2020 foi a 61.ª final da Libertadores da América, torneio continental organizado anualmente pela CONMEBOL. Pela segunda vez na sua história foi disputada em jogo único, no dia 30 de janeiro de 2021, sábado, no Estádio do Maracanã, no Rio de Janeiro, Brasil.
A partida foi disputada entre duas equipes do estado de São Paulo: o Palmeiras e o Santos. Foi a terceira final da história da Libertadores entre duas equipes brasileiras, e a quinta de ambas as agremiações. A partida foi apitada pelo árbitro argentino Patricio Loustau.
O Palmeiras saiu-se campeão ao vencer por 1–0, após gol do atacante Breno Lopes nos acréscimos do segundo tempo. O Alviverde conquistou o torneio pela segunda vez na história, 21 anos após a conquista de 1999. Como vencedor, garantiu o direito de participar do Mundial de Clubes de 2020, no Catar, além do direito de disputar a Recopa Sul-Americana de 2021 contra o Defensa y Justicia, da Argentina, vencedor da Copa Sul-Americana de 2020. Além disso, recebeu 15 milhões de dólares (80 milhões de reais, na época) pela conquista do torneio, enquanto o Santos recebeu seis milhões de dólares (32 milhões de reais) pelo vice-campeonato.
Com a conquista do título continental, o técnico da equipe, Abel Ferreira, tornou-se o terceiro técnico europeu campeão da competição, sendo o segundo português, após seu conterrâneo Jorge Jesus ter vencido o torneio com o Flamengo em 2019.

## Antecedentes
Foi a primeira vez que Palmeiras e Santos se enfrentaram em uma partida de Libertadores, mas eles já foram finalistas do torneio em outras ocasiões, sendo esta a quinta decisão de Libertadores de ambos. O Palmeiras conquistou o título em 1999, e ficando com o vice em 1961, 1968 e 2000, enquanto o Santos saiu com o título em 1962, 1963 e 2011, sendo vice em 2003.
Além disso, esta foi a quarta decisão entre duas equipes do mesmo país na Libertadores, sendo a terceira disputa entre brasileiros. Em 2005, a final foi disputada por São Paulo e Athletico Paranaense, com o time tricolor sagrando-se campeão. Em 2006, o São Paulo novamente foi finalista, desta vez contra o Internacional; a equipe colorada logrou seu primeiro título na competição. A outra decisão entre equipes do mesmo país foi argentina, em 2018, na qual o River Plate conquistou o quarto título contra o Boca Juniors.
Considerando todas as finais entre as duas equipes, o Palmeiras levava vantagem: venceu o Alvinegro nas finais do Campeonato Paulista de 1959 e da Copa do Brasil de 2015, enquanto o Santos venceu o Campeonato Paulista de 2015 em cima do Alviverde. Curiosamente, antes da partida, as últimas cinco disputas em torneios mata-mata entre os dois times foram resolvidas nos pênaltis, com três vitórias santistas e duas palestrinas.
Esta foi a primeira vez na qual as duas equipes de melhor campanha na fase de grupos alcançaram a decisão. Contando a fase de grupos e as fases eliminatórias, o Palmeiras somou 29 pontos, e o Santos, 27.
Do lado dos treinadores, o português Abel Ferreira estava em busca do seu primeiro título como treinador profissional, enquanto Cuca buscava sua segunda conquista da Libertadores, após ter conquistado o torneio com o Atlético Mineiro em 2013.
| Equipe    | Aparições em finais anteriores (negrito indica vencedores) |
| --------- | ---------------------------------------------------------- |
| Palmeiras | 4 (1961, 1968, 1999, 2000)                                 |
| Santos    | 4 (1962, 1963, 2003, 2011)                                 |

## Caminhos até à final

### Palmeiras

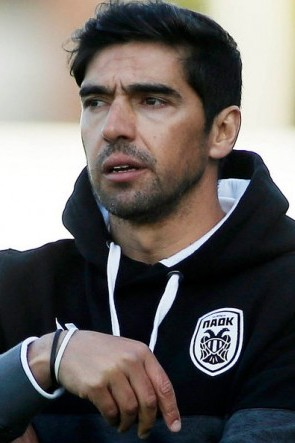
O português Abel Ferreira foi contratado pelo Palmeiras em outubro de 2020 e chegou à sua primeira final de Libertadores.

Classificado diretamente para a fase de grupos da Libertadores de 2020 após chegar em terceiro lugar no Campeonato Brasileiro de 2019, o Palmeiras foi sorteado no grupo B, junto com o Bolívar, da Bolívia, o Tigre, da Argentina, e um adversário que seria determinado nas fases preliminares. Este adversário acabou se tornando o Guaraní, que venceu o Corinthians, depois o Palestino e se classificou para a fase de grupos.
Ainda sob o comando de Vanderlei Luxemburgo, o Palmeiras garantiu a melhor campanha da fase de grupos ao chegar aos 16 pontos, vencendo cinco partidas e empatando uma. Isso significou que o Palmeiras teria o mando de campo da partida de volta de todos os confrontos das fases eliminatórias antes da final.
Na fase eliminatória da competição, o Palmeiras enfrentou o Delfín nas oitavas de final. Na partida de ida, venceu o clube equatoriano por 3–1, e na partida de volta, no Allianz Parque, goleou por 5–0, garantindo sua vaga para as quartas.
Nas quartas, já sob o comando do novo técnico Abel Ferreira, o Alviverde pegou o clube paraguaio Libertad, que venceu o boliviano Jorge Wilstermann nas oitavas. Na primeira partida, as duas equipes empataram por 1–1 no Paraguai, e o Alviverde venceu por 3–0 no Allianz Parque para garantir a sua presença em mais uma semifinal da competição.
O Palmeiras enfrentou nas semifinais, assim como em 1999, o argentino River Plate. Na primeira partida, o Palmeiras surpreendeu e venceu por 3–0 em plena Argentina. Na partida de volta, entretanto, sofreu sua única derrota na competição, por 0–2. Placar que, pros argentinos, não foi suficiente para evitar a classificação do Alviverde para sua quinta final de Libertadores.

### Santos

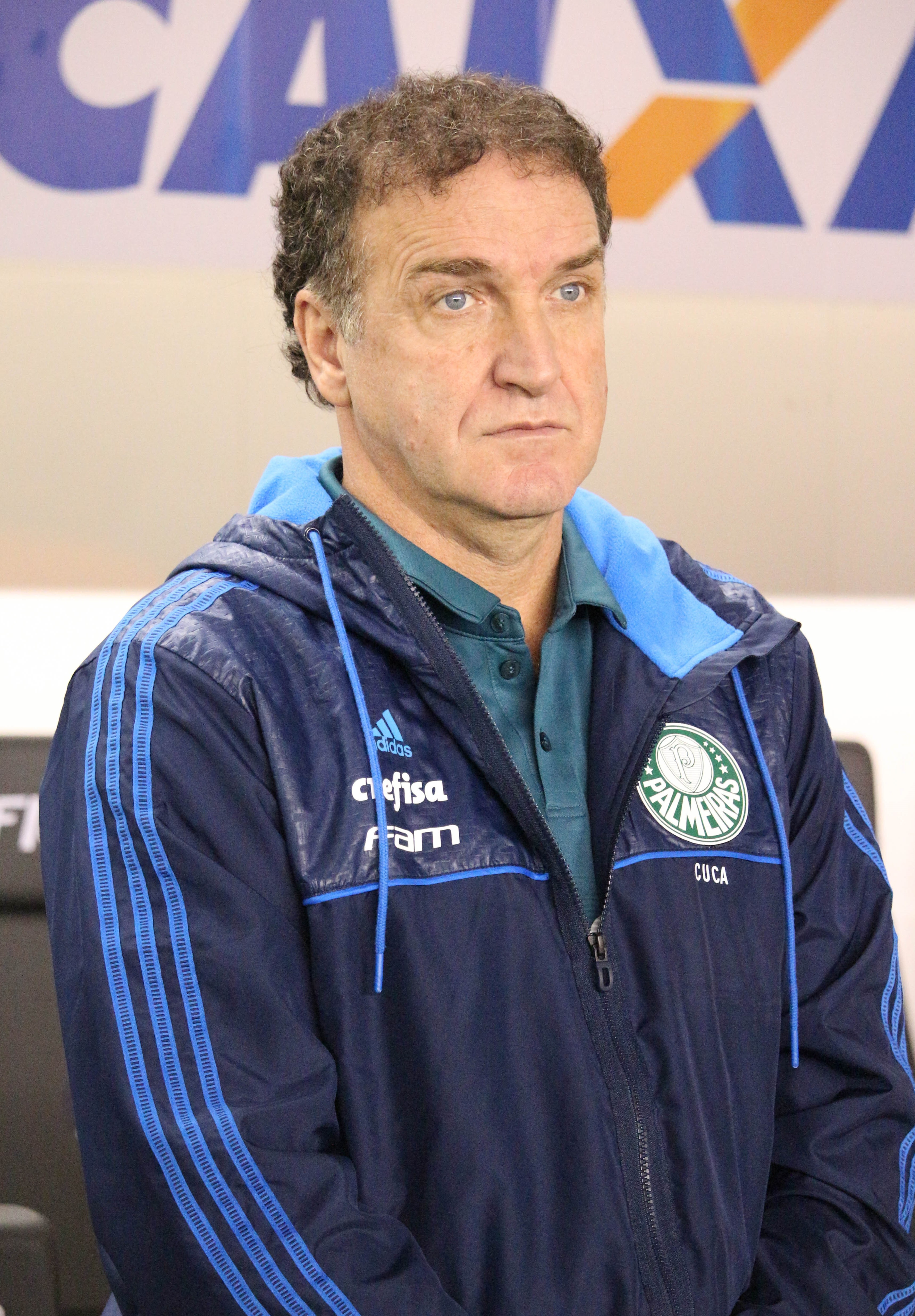
Cuca foi contratado pelo Santos em agosto de 2020, e chegou à sua segunda final, a primeira sendo em 2013 com o Atlético Mineiro.

O Santos se classificou para a Libertadores de 2020 ao ser vice-campeão do Campeonato Brasileiro de 2019, e entrou direto para a fase de grupos. Foi sorteado no grupo G, junto com Olímpia, do Paraguai, Defensa y Justicia, da Argentina, e o Delfín, do Equador.
Inicialmente comandado pelo português Jesualdo Ferreira e depois substituído por Cuca, o Alvinegro se classificou como líder do seu grupo com 16 pontos em seis jogos, assim como o Alviverde. Entretanto, ficou atrás no saldo de gols (cinco contra 15 gols palmeirenses).
Nas oitavas de final, o Santos enfrentou a LDU Quito, do Equador. Conseguiu uma boa vitória na partida de ida por 2–1, mas perdeu na Vila Belmiro por 1–0, em partida marcada pela tensão e por várias expulsões de ambos os lados. Mesmo com a derrota, garantiu a classificação pelo gol marcado fora de casa.
Nas quartas, pegou o seu primeiro adversário brasileiro na Libertadores ao enfrentar o Grêmio. Em Porto Alegre, empatou por 1–1. Na partida de volta, o Alvinegro atropelou o Tricolor gaúcho ao vencer por 4–1, e se garantir para as semifinais do torneio. Nessa partida, o gol do atacante Kaio Jorge, que foi marcado aos 11 segundos de partida, tornou o atacante como autor do gol brasileiro mais rápido da história da Libertadores.
As semifinais foram contra o temido Boca Juniors. Na partida de ida, no La Bombonera, o Santos conseguiu segurar um empate por 0–0. Na Vila, venceu confortavelmente por 3–0, garantindo sua vaga para mais uma decisão de Libertadores.

### Resultados
| Pos. | Equipe    | Pts | J | V | E | D | GP | GC | SG  |
| ---- | --------- | --- | - | - | - | - | -- | -- | --- |
| 1    | Palmeiras | 16  | 6 | 5 | 1 | 0 | 17 | 2  | +15 |
| 2    | Guaraní   | 13  | 6 | 4 | 1 | 1 | 13 | 7  | +6  |
| 3    | Bolívar   | 4   | 6 | 1 | 1 | 4 | 6  | 13 | –7  |
| 4    | Tigre     | 1   | 6 | 0 | 1 | 5 | 3  | 17 | –14 |

| Pos. | Equipe             | Pts | J | V | E | D | GP | GC | SG |
| ---- | ------------------ | --- | - | - | - | - | -- | -- | -- |
| 1    | Santos             | 16  | 6 | 5 | 1 | 0 | 10 | 5  | +5 |
| 2    | Delfín             | 7   | 6 | 2 | 1 | 3 | 6  | 7  | –1 |
| 3    | Defensa y Justicia | 6   | 6 | 2 | 0 | 4 | 8  | 10 | –2 |
| 4    | Olimpia            | 5   | 6 | 1 | 2 | 3 | 6  | 8  | –2 |

Legenda: (C) casa; (F) fora

## Transmissão
O jogo foi transmitido pelo SBT na TV aberta, pela primeira vez na história da emissora. Na TV fechada, a partida foi transmitida pela Fox Sports.
A Rede Globo, principal canal aberto de transmissão do torneio nos últimos anos, havia se desfeito dos direitos de transmissão. Em agosto de 2020, a emissora carioca enviou uma carta à CONMEBOL rescindindo unilateralmente o contrato de transmissão da Libertadores, que iria até o final de 2022. Isso ocorreu após fracassos em tentativa de renegociação dos valores a serem pagos, que foi pedida após danos às receitas da emissora devido à pandemia de COVID-19.
Livre no mercado, a CONMEBOL procurou emissoras interessadas, e a negociação mais bem-sucedida foi com o SBT, um mês depois. A emissora de Silvio Santos adquiriu os direitos da competição sul-americana até o final de 2022.
Em termos mundiais, a final foi transmitida para cerca de 190 países, a maior quantidade até então. A partida também foi exibida em voos comerciais e cruzeiros ao redor do mundo.

## Pré-jogo

### Local

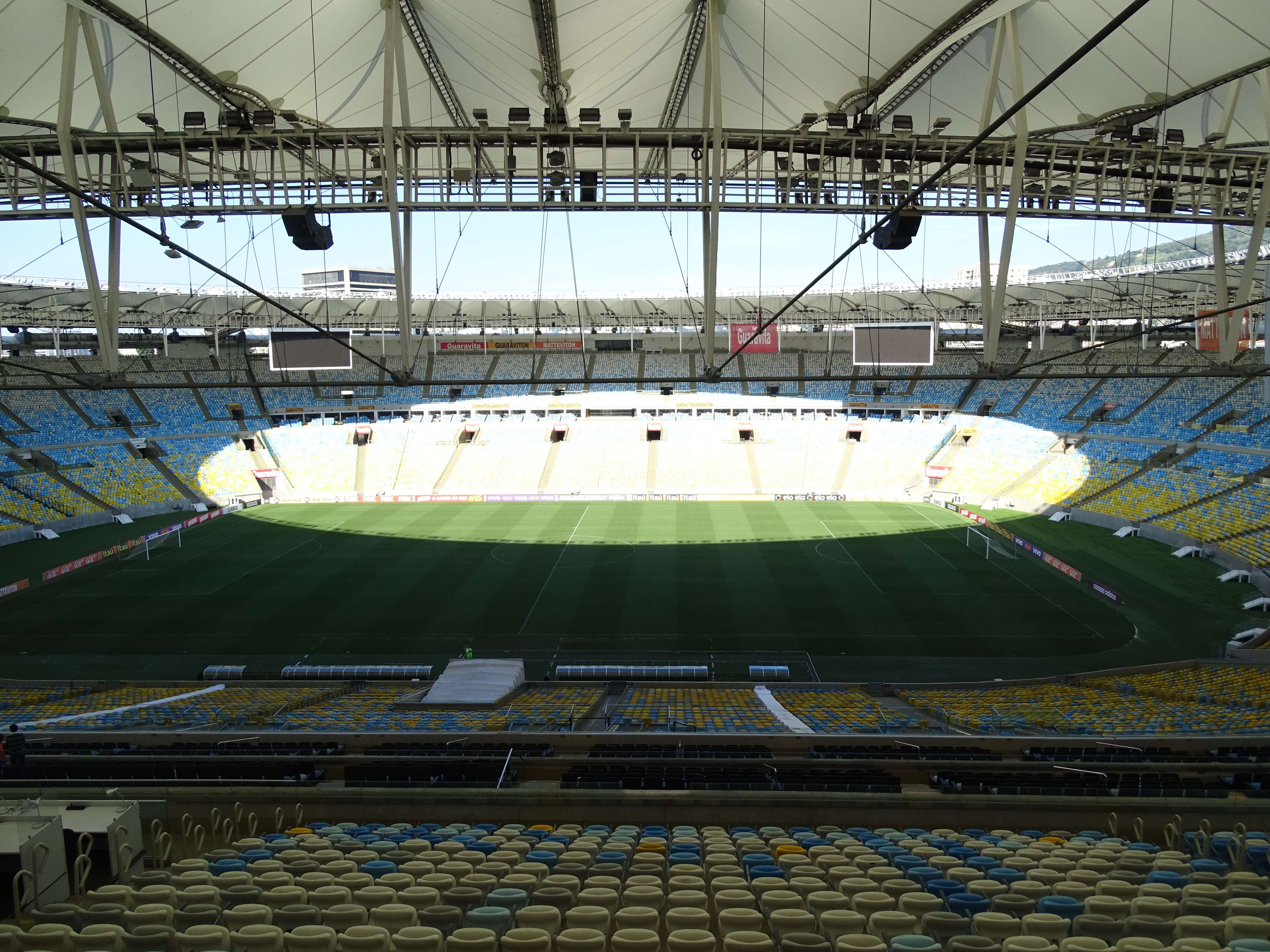
Estádio do Maracanã, sede do jogo único da final.

Pela segunda vez na história da Libertadores, a decisão foi disputada em jogo único e em campo neutro. Com o processo seletivo aberto, seis cidades se candidataram para receber a disputa: Lima, no Peru, Córdova na Argentina, e São Paulo, Rio de Janeiro, Belo Horizonte, e Porto Alegre representaram o Brasil.
Em 18 de outubro de 2019, a CONMEBOL definiu o Estádio do Maracanã no Rio de Janeiro como sede da final da Libertadores e o Estádio Mario Alberto Kempes em Córdova como sede da final da Sul-Americana. Com a determinação do local, o Maracanã recebeu sua quarta final de Libertadores, sendo palco anteriormente das finais de 1963, 1981 e 2008.
O estádio carioca foi palco de conquistas de ambos Palmeiras e Santos no passado. Os Alviverdes ganharam o Campeonato Mundial de 1951 e a Taça Brasil de 1967, enquanto os Alvinegros venceram o Campeonato Mundial de 1963 e as Taças Brasil de 1962, 1964 e 1965.

### Arbitragem
Em 17 de janeiro, a CONMEBOL definiu que o árbitro para a partida seria o argentino Patricio Loustau, de 45 anos. Árbitro FIFA desde 2011, o argentino apita profissionalmente desde 2000, e fez parte da equipe de arbitragem presente na Copa América de 2016. Loustau seria auxiliado por Ezequiel Brailovsky e Diego Bonfa, com o quarto e quinto árbitros, respectivamente, sendo Dario Herrera e Julio Fernandez, todos argentinos.
O VAR, presente pelo terceiro ano seguido na competição continental, seria liderado pelo argentino Mauro Vigliano, auxiliado pelo colombiano Jhon Ospina e pelos argentinos Juan Belatti e Fernando Rapallini.

### Uniformes

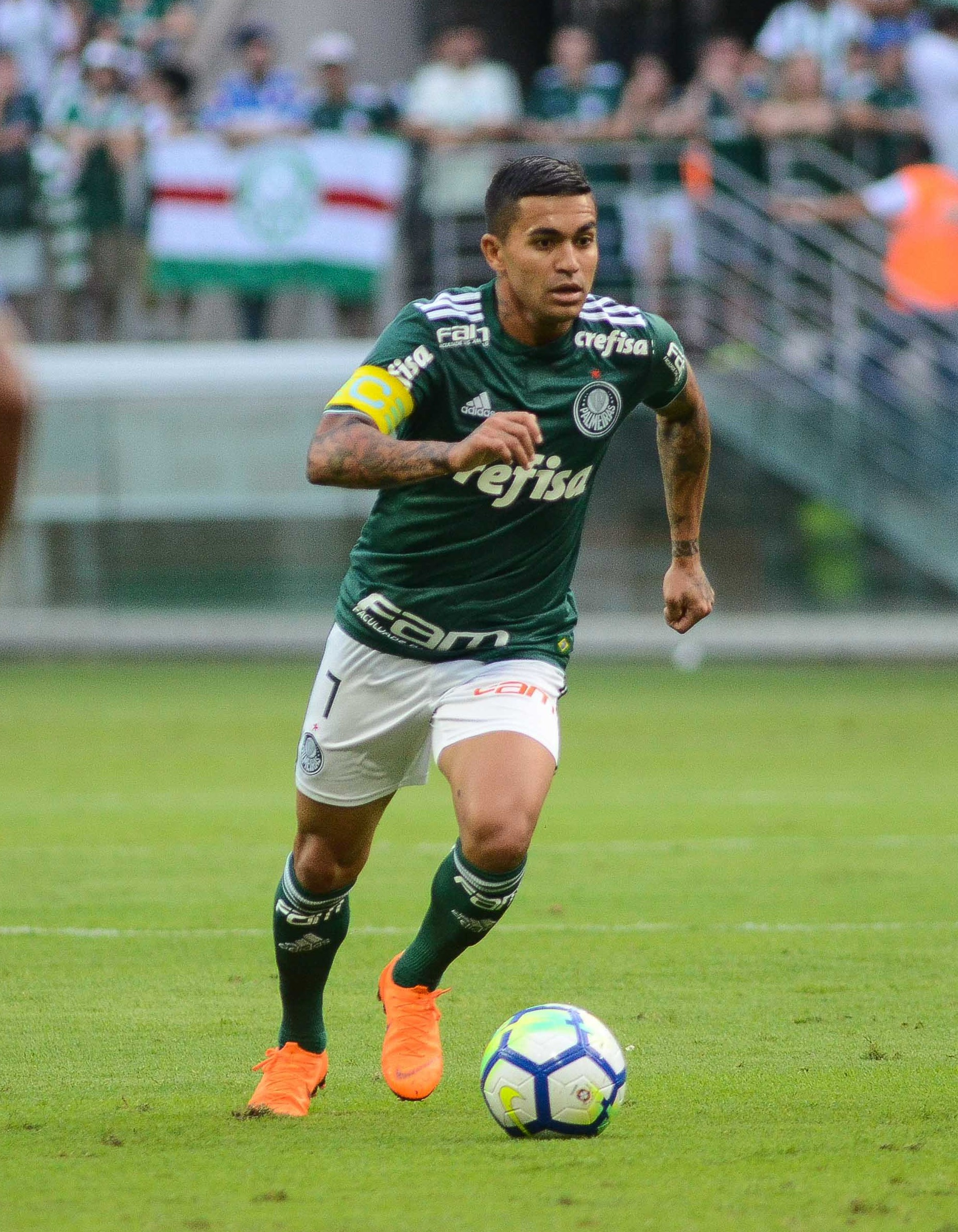
O jogador Dudu trajando o uniforme principal do Palmeiras, em 2018. Por ser o "mandante" da partida, o clube Alviverde pôde jogar com seu primeiro uniforme.

Dias depois da definição da arbitragem, a entidade anunciou que o Alviverde jogaria com seu uniforme principal (camisas e meiões verdes, e calções brancos), enquanto o Alvinegro jogaria de camisas listradas, calções pretos e meiões brancos.
Devido regra da FIFA, o Santos não poderia jogar com seus calções brancos, pois conflitaria com o calção branco palestrino, logo, precisaria usar seus calções pretos. Entretanto, o Alvinegro preferiu trocar também sua camisa branca para a listrada. O motivo, embora não oficial, é atribuído ao fato de que jogar de camisas e meiões brancos, e calções pretos, deixaria o time praiano com o mesmo uniforme que seu arquirrival Corinthians. Por isso, adotam como regra geral usar a camisa listrada toda vez que for preciso usar o calção preto.

### Público
Em 22 de janeiro, o governador em exercício do Rio de Janeiro, Cláudio Castro, decretou que o Maracanã teria 10% da sua capacidade (por volta de 7.800 lugares) liberada para convidados credenciados e estafes dos clubes, dos patrocinadores, e da CONMEBOL para assistir à partida. Entretanto, não houve venda de ingressos ao público. Devido à pandemia de COVID-19 no Brasil, todos os convidados deveriam apresentar um exame PCR negativo para a doença, datado de no máximo cinco dias antes do jogo.
Tanto o Palmeiras quanto o Santos receberam da CONMEBOL 250 ingressos para a partida, que foram distribuídos entre familiares dos jogadores, membros das diretorias e associados dos dois clubes.
No total, por volta de 2.500 pessoas estiveram presentes para acompanhar o confronto no Maracanã. Entretanto, críticas surgiram pela falta de respeito às medidas de prevenção à COVID-19. Caixas de som orientaram os presentes a usar máscara, mas a falta de uso do acessório foi grande. Outra orientação foi de manter o distanciamento social, mas foi pouco respeitado, já que todos os convidados estiveram no mesmo setor do estádio. Do lado de fora, torcedores de ambas as equipes se aglomeraram em bares e restaurantes que transmitiam a final.

### Cerimônia de abertura
Em 26 de janeiro, foi determinado que os ex-jogadores Evair e Pepe, campeões da Libertadores por Palmeiras e Santos, respectivamente, entrariam em campo carregando a taça do torneio.

## Partida

### Escalações
Para a partida, o Santos não pôde contar com os meias Jobson e Carlos Sánchez, e o atacante Raniel. O Palmeiras teve os desfalques dos atacantes Wesley e Luan Silva; momentos antes da partida, o também atacante Gabriel Veron foi cortado. Todos os jogadores ficaram ausentes devido a lesões.
O Palmeiras entrou em campo com uma formação 4-5-1, e tinha como um dos seus principais trunfos o atacante Rony, jogador que mais assistências tinha na competição. O Santos entrou num 4-3-3, como fez na maioria de seus jogos pela Libertadores, apostando na velocidade e na técnica de seus pontas, Marinho e Soteldo. Um detalhe foi que o técnico Cuca escalou o volante Sandry no lugar do meio-campista Lucas Braga, mostrando que dosaria as subidas ao ataque, diferentemente do que fez na partida contra o Boca Juniors nas semifinais.

### Primeiro tempo
Antes da partida iniciar, houve um minuto de silêncio em respeito às vítimas da COVID-19.
As duas equipes iniciaram a partida no Maracanã num ritmo lento e se estudando. Debaixo de um sol forte na capital carioca, Palmeiras e Santos preferiram não se desgastar. O Santos inibiu as ações ofensivas dos meio-campistas palmeirenses Zé Rafael e Raphael Veiga com sua dupla de volantes Sandry e Alison, o que fez o time palestrino requerer a Rony para desenvolver a maior parte das jogadas. Com isso, a primeira etapa foi marcada por poucas chances criadas e muitas faltas marcadas. O time alvinegro terminou o primeiro tempo com mais posse de bola (60% a 40%) e com menos faltas cometidas (7 a 8), mas também com menos finalizações (1 a 3). Não houve finalizações a gol de alguma das duas equipes.

### Segundo tempo
A segunda etapa iniciou com o clima mais ameno, e a partida tomou ares melhores. O Palmeiras retornou mais incisivo, mas foi o Santos quem teve a melhor chance da partida até então: aos 13 minutos, em bola alçada na área por Marinho em cobrança de falta, o zagueiro Lucas Veríssimo surgiu por trás dos zagueiros palmeirenses, livre, mas tocou de cabeça para fora. Cinco minutos depois, o Palmeiras teve uma chance perigosa em cobrança de falta de Raphael Veiga, que passou perto do travessão.
Aos 31, o Santos teve uma das chances mais perigosas do jogo: o volante Diego Pituca recebeu passe de Marinho na ponta direita e, livre de marcação, ajeitou o corpo e chutou de fora da área, para defesa do goleiro palmeirense Weverton, que espalmou para a entrada da área; o lateral-esquerdo santista Felipe Jonatan aproveitou a sobra de bola e, da meia-lua, arriscou um chute que passou perto do ângulo esquerdo do gol. O time palestrino seguia trocando passes na busca de uma melhor oportunidade, mas esbarrava na defesa santista.
A partida foi se encaminhando para os minutos finais sem maiores emoções, apesar de tentativas das duas equipes. O árbitro deu oito minutos de acréscimo.

O atacante palmeirense Breno Lopes cabeceando para marcar o gol da partida. O lateral-direito santista Pará aparece no primeiro plano.

Aos 49 minutos, o técnico Cuca protagonizou uma confusão com o lateral-direito palmeirense Marcos Rocha. O técnico pegou a bola que estava saindo pela lateral, o jogador chegou para reiniciar o jogo rapidamente, e houve uma altercação entre os dois. O árbitro Patricio Loustau prontamente expulsou o técnico santista, e amarelou o lateral palmeirense. O jogo ficou parado por alguns minutos devido confusão generalizada entre os jogadores. Com a expulsão, Cuca foi para as arquibancadas do estádio.
Quando o jogo tomava ares de que iria para a prorrogação, aos 53 minutos (98 minutos totais de partida), o Palmeiras iniciou uma jogada no meio-de-campo, com o volante Danilo invertendo a bola para o atacante Rony na ponta direita. O ponta cruzou na segunda trave para o atacante Breno Lopes, que se projetou por trás do lateral-direito santista Pará e cabeceou no canto superior oposto do goleiro John, abrindo o placar para a equipe alviverde. Como tirou a camisa na comemoração, o atacante levou cartão amarelo logo após o retorno ao campo.
Imediatamente após o gol, o Santos colocou o atacante Bruno Marques em campo para a saída de Pará, e o Palmeiras trocou Rony e Raphael Veiga pelo volante Felipe Melo e pelo zagueiro Alan Empereur, respectivamente, para melhorar o poder defensivo e segurar o resultado. O Santos foi inteiramente ao ataque mas a defesa palestrina foi precisa e o Palmeiras manteve a bola longe da sua área durante os últimos minutos. Após chute alto do lateral-esquerdo palmeirense Matías Viña no meio de campo para afastar a bola do campo de defesa, o árbitro argentino encerrou o jogo aos 59 minutos.

### Detalhes
| 30 de janeiro de 2021 | Palmeiras         | 1 – 0     | Santos | Estádio do Maracanã, Rio de Janeiro                 |
| 17:00 (UTC−3)         | Breno Lopes 90+9' | Relatório |        | Público: 2,500 Árbitro: ARG Patricio Loustau (FIFA) |

| 0 | Palmeiras | Santos | 0 |

| G             | 1  | Weverton          |       |        |
| LD            | 2  | Marcos Rocha      | 90+7' |        |
| Z             | 13 | Luan              |       |        |
| Z             | 15 | Gustavo Gómez     | 35'   |        |
| LE            | 17 | Matías Viña       | 58'   |        |
| M             | 28 | Danilo            |       |        |
| M             | 8  | Zé Rafael         |       | 78'    |
| M             | 25 | Gabriel Menino    |       | 85'    |
| M             | 23 | Raphael Veiga     |       | 90+12' |
| M             | 11 | Rony              |       | 90+12' |
| A             | 10 | Luiz Adriano      |       |        |
| Substitutos:  |    |                   |       |        |
| G             | 22 | Jailson           |       |        |
| Z             | 3  | Emerson Santos    |       |        |
| Z             | 4  | Benjamín Kuscevic |       |        |
| Z             | 6  | Alan Empereur     |       | 90+12' |
| Z             | 26 | Renan             |       |        |
| LD            | 12 | Mayke             |       |        |
| M             | 5  | Patrick de Paula  |       | 78'    |
| M             | 14 | Gustavo Scarpa    |       |        |
| M             | 20 | Lucas Lima        |       |        |
| M             | 30 | Felipe Melo       |       | 90+12' |
| A             | 19 | Breno Lopes       | 90+9' | 85'    |
| A             | 29 | Willian           |       |        |
| Treinador:    |    |                   |       |        |
| Abel Ferreira |    |                   |       |        |

| G            | 24   | John              |        |        |
| LD           | 4    | Pará              |        | 90+11' |
| Z            | 14   | Luan Peres        |        |        |
| Z            | 28   | Lucas Veríssimo   | 10'    |        |
| LE           | 3    | Felipe Jonatan    |        | 90+3'  |
| M            | 5    | Alison            | 90+13' |        |
| M            | 21   | Diego Pituca      | 70'    |        |
| M            | 18   | Sandry            |        | 73'    |
| A            | 11   | Marinho           |        |        |
| A            | 19   | Kaio Jorge        |        | 90+3'  |
| A            | 10   | Yeferson Soteldo  | 90+6'  |        |
| Substitutos: |      |                   |        |        |
| G            | 1    | Vladimir          |        |        |
| G            | 30   | João Paulo        |        |        |
| Z            | 2    | Luiz Felipe       |        |        |
| Z            | 20   | Laércio           |        |        |
| Z            | 27   | Wellington Tim    |        | 90+3'  |
| LD           | 13   | Madson            |        | 90+3'  |
| M            | 17   | Jean Mota         |        |        |
| M            | 22   | Guilherme Nunes   |        |        |
| M            | 26   | Vinicius Balieiro |        |        |
| A            | 23   | Arthur Gomes      |        |        |
| A            | 33   | Bruno Marques     |        | 90+11' |
| A            | 36   | Lucas Braga       |        | 73'    |
| Treinador:   |      |                   |        |        |
| Cuca         | Cuca | Cuca              | 90+6'  |        |

| Regulamento - 90 minutos. - 30 minutos de prorrogação caso haja empate no tempo normal. - Persistindo o empate, o vencedor será decidido nas penalidades máximas. - Doze jogadores substitutos. - Máximo de cinco substituições, com uma sexta sendo permitida em caso de prorrogação. |

### Estatísticas
| Primeiro tempo      | Palmeiras | Santos |
| ------------------- | --------- | ------ |
| Gols marcados       | 0         | 0      |
| Finalizações totais | 3         | 1      |
| Finalizações a gol  | 0         | 0      |
| Posse de bola       | 40%       | 60%    |
| Escanteios          | 4         | 3      |
| Faltas cometidas    | 8         | 7      |
| Impedimentos        | 0         | 0      |
| Defesas             | 0         | 0      |
| Cartões amarelos    | 1         | 1      |
| Cartões vermelhos   | 0         | 0      |

| Segundo tempo       | Palmeiras | Santos |
| ------------------- | --------- | ------ |
| Gols marcados       | 1         | 0      |
| Finalizações totais | 5         | 5      |
| Finalizações a gol  | 1         | 2      |
| Posse de bola       | 43%       | 57%    |
| Escanteios          | 2         | 1      |
| Faltas cometidas    | 10        | 10     |
| Impedimentos        | 1         | 0      |
| Defesas             | 2         | 0      |
| Cartões amarelos    | 3         | 3      |
| Cartões vermelhos   | 0         | 0      |

| Total               | Palmeiras | Santos |
| ------------------- | --------- | ------ |
| Gols marcados       | 1         | 0      |
| Finalizações totais | 8         | 6      |
| Finalizações a gol  | 1         | 2      |
| Posse de bola       | 41%       | 59%    |
| Escanteios          | 6         | 4      |
| Faltas cometidas    | 18        | 17     |
| Impedimentos        | 1         | 0      |
| Defesas             | 2         | 0      |
| Cartões amarelos    | 4         | 4      |
| Cartões vermelhos   | 0         | 0      |

## Pós-jogo e reações

### Palmeiras

Gustavo Gómez e Felipe Melo erguem a Copa Libertadores da América de 2020

Com o resultado, o Palmeiras garantiu a sua segunda conquista de Libertadores, a classificação para a Copa Libertadores da América de 2021 e também o direito de participar de dois torneios: o Mundial de Clubes de 2020, no Catar, e a Recopa Sul-Americana de 2021.
Levando em conta os valores recebidos nas fases anteriores do torneio, o Palmeiras ganhou 22,5 milhões de dólares (122 milhões de reais, na época) em premiações da CONMEBOL.
O técnico Abel Ferreira elogiou o Santos pela campanha na Libertadores e dedicou "uma porcentagem" do título ao técnico do River Plate, Marcelo Gallardo. Também agradeceu ao técnico Vanderlei Luxemburgo, atribuindo a ele o fato de ter iniciado o projeto do Palmeiras na temporada. O técnico brasileiro, entretanto, agradeceu e devolveu os elogios ao português, dizendo que "quem ganhou foi ele (Abel Ferreira)".

"É um dia inesquecível na minha vida fazer o gol da Libertadores. O torcedor merece. O Palmeiras vinha trabalhando há muito tempo buscando esse título."

Breno Lopes, autor do gol
Da parte dos jogadores, o autor do gol, Breno Lopes, afirmou que é um "dia inesquecível". Contratado em novembro de 2020, o atacante havia feito até então apenas o seu segundo gol com a camisa do Palmeiras. O gol de Breno foi o gol mais tardio já feito em uma final de Libertadores, aos 53 minutos do segundo tempo (98 minutos totais de jogo).
Assumidamente torcedor do Palmeiras desde a infância, o meia Raphael Veiga, em carta aberta no Instagram dedicou o título ao avô, já falecido. Segundo o meia, ele foi um dos responsáveis para Veiga se tornar palmeirense. Além disso, atribuiu o título do Palmeiras ao aprendizado após a derrota para o River Plate, nas semifinais, afirmando que a equipe soube "jogar a competição".
Desde 2017 no Palmeiras, o volante e um dos capitães da equipe Felipe Melo afirmou que "entrou para a história" do clube e que vai "morrer palmeirense".
Após a partida, a equipe saiu do Rio de Janeiro para São Paulo, onde foi para a Academia de Futebol festejar com sua torcida e funcionários. Torcedores receberam a equipe no Aeroporto de Guarulhos e vários carros seguiram em carreata pela Rodovia Ayrton Senna e Marginal Tietê até o centro de treinamento do clube. Na chegada à Academia de Futebol, o ônibus do Palmeiras foi recebido por um "corredor alviverde", já que, com sinalizadores com a luz verde, a torcida festejou em volta do ônibus.

### Santos
O Santos foi vice da Libertadores pela segunda vez, a primeira sendo em 2003, quando perdeu para o Boca Juniors. Os jogadores lamentaram o vice-campeonato, mas exaltaram a campanha da equipe na competição. 
O volante Alison exaltou os jogadores que vieram da base, e atribuiu a derrota ao fato do gol sofrido ter sido nos acréscimos, o que deu pouco tempo para a equipe alvinegra reagir. O zagueiro Luan Peres afirmou que "faltou atenção", mas disse que a equipe estava "orgulhosa" pela campanha. O goleiro John disse que o Santos "sai do Maracanã com a cabeça erguida".
O auxiliar técnico do Santos, Cuquinha, afirmou que o lance de expulsão do técnico Cuca desestabilizou a equipe, e que ela deveria ter sido revista pelo VAR. Além disso, alfinetou o árbitro Patricio Loustau, ao afirmar que o argentino estava "chateado" pelo Santos ter eliminado o "clube de coração dele", se referindo ao Boca Juniors, que o Santos venceu na semifinal. Entretanto, o comentarista de arbitragem da Rede Globo, Sálvio Spínola, afirmou que a expulsão do treinador foi correta.
O atacante Marinho foi eleito, em cerimônia após a partida, como o melhor jogador do torneio. Ele superou o colega Soteldo, e os rivais Weverton e Rony como concorrentes. O jogador afirmou depois que trocaria o prêmio individual pelo título da competição.
Negociados antes da final, o zagueiro Lucas Veríssimo e o volante Diego Pituca fizeram sua última partida com a camisa alvinegra. O zagueiro se juntou ao Benfica, de Portugal, enquanto o volante foi para o Kashima Antlers, do Japão.

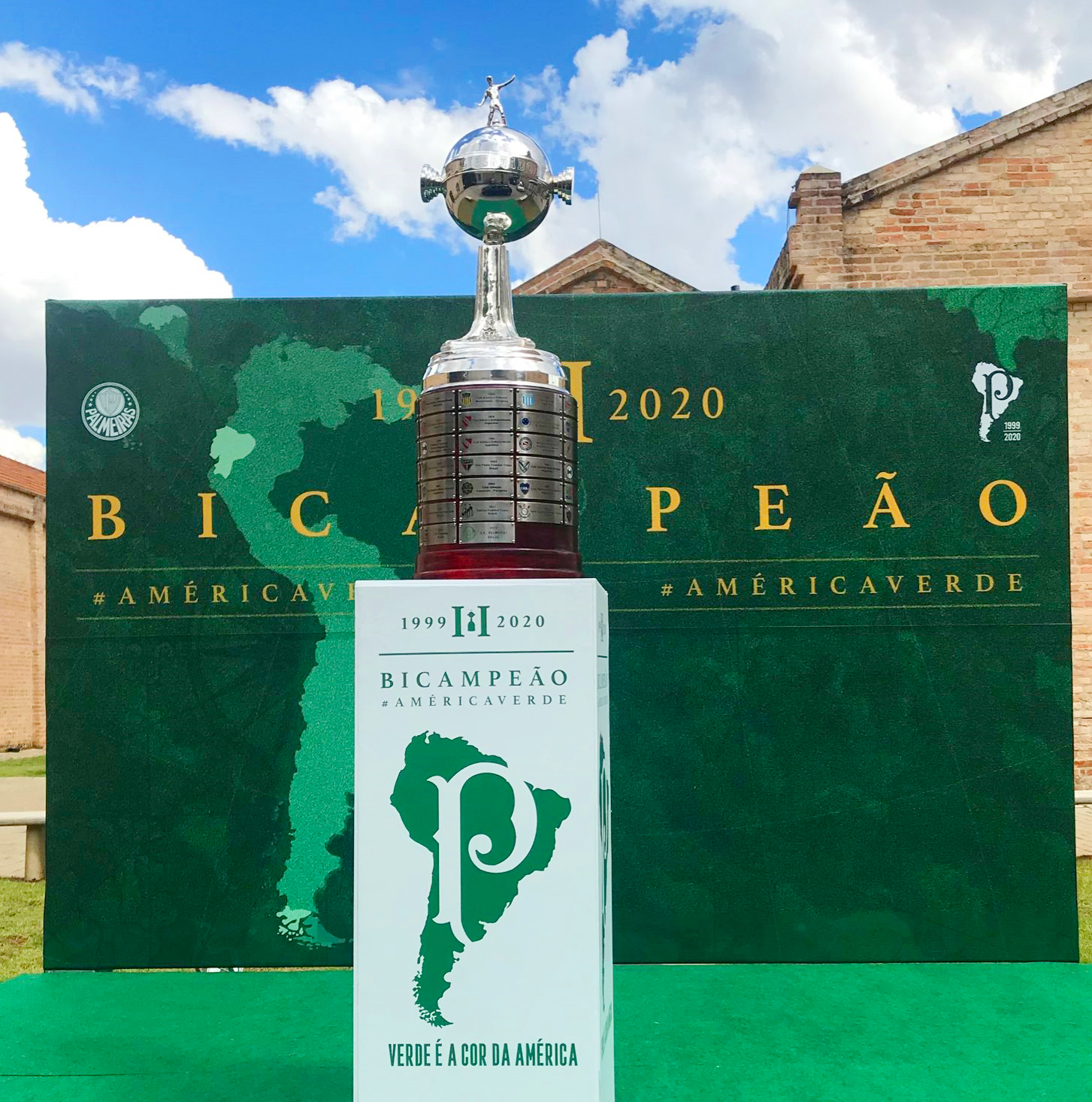
Copa Libertadores da América de 2020 conquistada pelo Palmeiras, em evento de exibição

### Repercussão
O título Palmeirense repercutiu em muitos países ao redor do mundo. Em Portugal, terra natal do treinador Abel Ferreira, diários como O Jogo, A Bola, e Record exaltaram e parabenizaram o treinador pelo título.
Outros diários, como os ingleses The Sun e The Guardian, o italiano Gazzetta dello Sport, o Marca e o As, da Espanha, o Bild e o Sport1, da Alemanha, e o Olé, da Argentina, destacaram o título palestrino em suas capas dos websites.

### Audiência
Devido ao fato de ser a única emissora da TV aberta transmitindo o jogo, o SBT atingiu, pela primeira vez desde 2004, a maior audiência no índice do Ibope.  O SBT teve, em média, 24 pontos de audiência durante a partida, enquanto a Rede Globo esteve em segundo lugar, com média de 11 pontos.
Entretanto, apesar do recorde do SBT, ao ser comparada com a final de 2019, que foi transmitida pela Globo, a audiência da final caiu 24,4%. Em números absolutos de espectadores, a Globo atingiu por volta de 8 milhões de pessoas na cidade de São Paulo, enquanto o SBT atingiu por volta de 6 milhões.